# Jay Zeamer
Jay Zeamer, né le 25 juillet 1918 à Carlisle et mort le 22 mars 2007 à Boothbay Harbor, est un aviateur de l’United States Army Air Forces décoré de la Medal of Honor pour ses actions pendant la guerre du Pacifique.

## Biographie
Jay Zeamer naît le 25 juillet 1918 à Carlisle dans l’État de Pennsylvanie aux États-Unis d’Amérique. Il grandit à Orange, dans le New-Jersey, entre à la Culver Military Academy, puis au Massachusetts Institute of Technology, dont il est diplômé en génie civil. Pendant sa scolarité au MIT il intègre également le Reserve Officers Training Corps, ce qui lui permet de devenir second lieutenant de réserve. Peu de temps après, il s’engage dans l’United States Army Air Forces et devient pilote en mars 1941.
Il est d’abord affecté au 22nd Bombardment Group où il pilote des B-26 dans le sud-ouest du Pacifique. En septembre 1942, il est transféré au 43rd Bombardment Group, dont les B-17 sont basés Port Moresby. Dans les mois qui suivent, il participe à quarante-sept missions de combat, à la suite desquelles il reçoit à deux reprises la Silver Star. Ces distinctions sont liées au fait que Zeamer et son équipages sont régulièrement volontaires pour des missions dangereuses, en particulier de reconnaissance aérienne. Pour améliorer leurs chances de survie au cours de ces missions, ils ont modifié leur B-17, en lui ajoutant notamment des mitrailleuses M2 actionnées par le pilote.
Le 16 juin 1943, Zeamer et son équipage repartent pour une mission de reconnaissance au-dessus de l’île de Buka, dans le cadre des préparatifs du débarquement sur Bougainville. Sur le chemin du retour, le B-17 est attaqué par huit A6M japonais pendant environ quarante minutes. Au cours du combat, Zeamer abat un chasseur et limite les dommages à son appareils par ses manœuvres en dépit de graves blessures reçues dès le premier contact. Le lieutenant Joseph Sarnoski, qui opère la mitrailleuse de nez abat également un Zero malgré des blessures mortelles et quatre autres membres d’équipages sont blessés. Le B-17 étant gravement endommagé, ses systèmes hydrauliques et d’oxygène ayant été détruit, Zeamer ne peut regagner Port Moresby. Malgré l’absence de freins et de volets, il parvient à se poser sur un petit aérodrome à Dobodura.
En raison de la gravité de ses blessures, il faut plus d’un an à Zeamer pour se rétablir et il est contraint de quitter l’armée en 1945, n’étant plus apte à servir. Entretemps, il reçoit le 16 janvier 1944 du général Henry Arnold la Medal of Honor, de même que Joseph Sarnoski, à titre posthume. À sa mort le 22 mars 2007 Zeamer était le dernier membre de l’USAAF titulaire de la Medla of Honor encore en vie.

## Décorations
- Army Air Forces Pilot Badge ;
- Medal of Honor ;
- Silver Star avec une feuille de chêne en bronze ;
- Distinguished Flying Cross avec une feuille de chêne en bronze ;
- Purple Heart ;
- Air Medal avec une feuille de chêne en bronze ;
- American Defense Service Medal ;
- American Campaign Medal avec une étoile ;
- Asiatic-Pacific Campaign Medal avec une étoile ;
- World War II Victory Medal ;
- Army Presidential Unit Citation.